# Ishidaella angustata
Ishidaella angustata är en insektsart som först beskrevs av Evans 1938.  Ishidaella angustata ingår i släktet Ishidaella och familjen dvärgstritar. Inga underarter finns listade i Catalogue of Life.